# 新加坡圣公文化
新加坡圣公文化（英語：Singapore Adroit）為新加坡一支半職業籃球隊強權，創辦人為曾宪艺教練。圣公文化自2013年起參加NBL，於2014年、2023年、2024年奪下冠軍。圣公文化曾參加過兩屆泰國籃球超級聯賽（TBSL）。2022-23賽季圣公文化參與首屆大马篮球联赛（MBL），2023-24賽季第二屆MBL開打前因故未提交參賽名單。

## 外部連結
- 新加坡圣公文化的Facebook專頁
- 新加坡圣公文化的Instagram帳戶